# Schinkenfleckerl

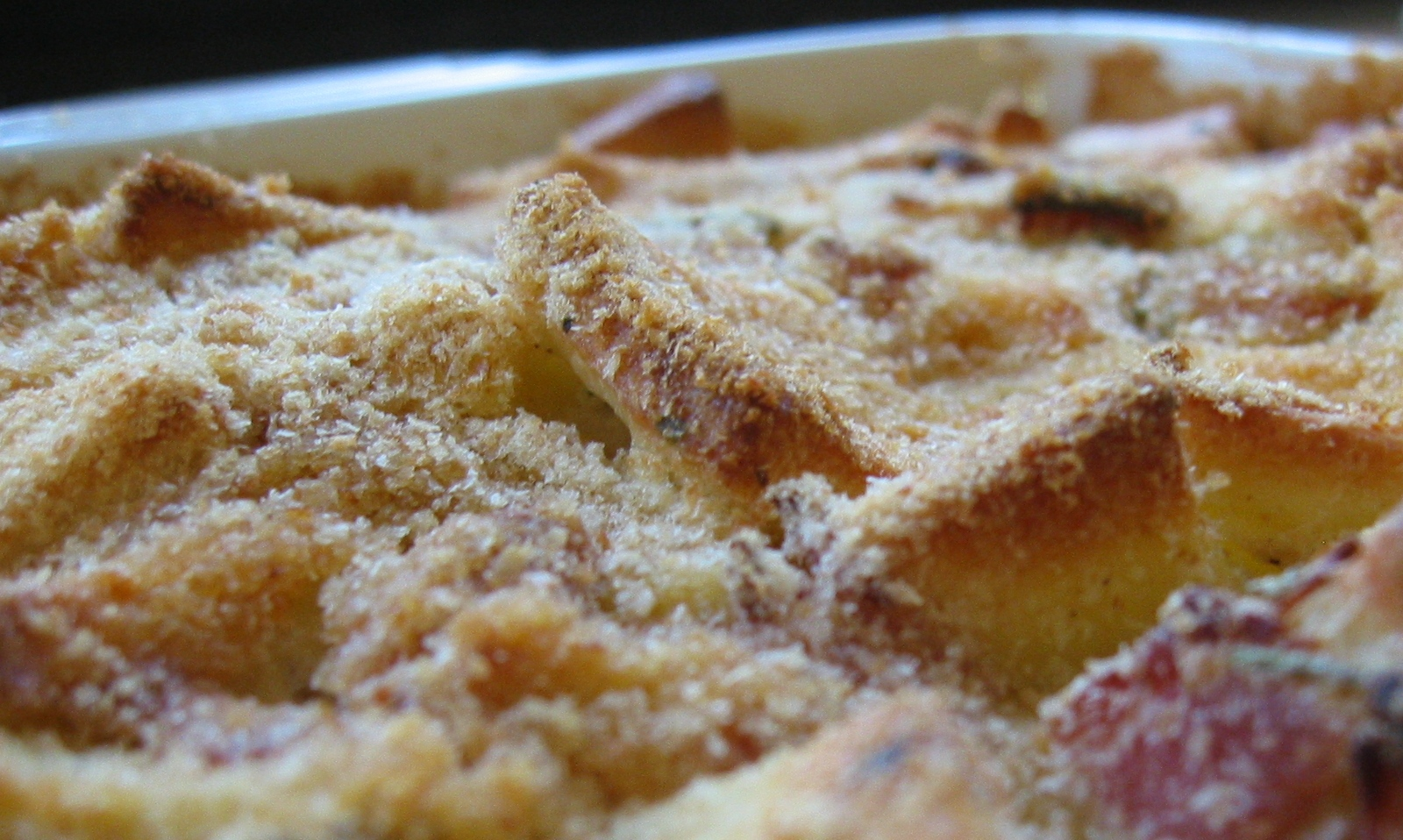
Schinkenfleckerl

Schinkenfleckerl sind eine typische Spezialität der österreichischen und böhmischen Küche. Wichtigste Zutaten sind gekochte sogenannte Fleckerln und kleingeschnittener Schinken, Geselchtes oder Teilsames. Schinkenfleckerl sind ein elementarer Bestandteil typisch Wiener Küche und werden dort in Gaststätten, bei Heurigen und Buffets sowie in Fleischereien angeboten.
Schinkenfleckerl werden in der häufigsten, der mit Käse überbackenen, sowie in einer einfachen Version angeboten, üblich war früher auch eine Pastete daraus. Erstmals wurden die mit Schinken vermengten Fleckerl Mitte des 18. Jahrhunderts erwähnt. Der fürstliche Koch Franz G. Zenker ordnet sie in seiner Theoretisch-praktischen Anleitung zur Kunstbäckerey als gedünstete Mehlspeise ein.

## Zubereitung

### Einfache Schinkenfleckerl
Schinken (oder Teilsames) wird feingeschnitten und in Butter erhitzt, dann werden gekochte Fleckerl aus Nudelteig und Sauerrahm zugegeben, mit Salz und Pfeffer gewürzt und kurz gedünstet.

### Überbackene Schinkenfleckerl
Für klassisch überbackene Schinkenfleckerl werden zuerst Butter, Eidotter und Sauerrahm in einer Schüssel glattgerührt und mit Muskat, Salz und Pfeffer abgeschmeckt, danach die gekochten Fleckerln mit gewürfeltem Schinken oder Teilsames beigegeben, und steifgeschlagener Eischnee untergehoben. Die Masse wird in eine mit Butter bestrichene sowie mit Semmelbröseln bestreute Auflaufform gefüllt, glattgestrichen mit Käse (meist Bergkäse) bestreut und im Backrohr gebacken.

### Schinkenfleckerlpastete
Die „Wiener Schinkenfleckel-Pastete“ („fleckel“ ohne „r“) findet sich in gehobenen Küchen Sachsens, so in den Rezepten des Dresdner Lahmann-Sanatoriums (mit dem Zusatz „Etwas üppig, aber gut!“) und besteht aus dem Grundrezept zusätzlich versetzt mit Eiern und Butter, in eine Umhüllung aus Pastetenteig eingefüllt und gebacken.

## Rezeption
Die Schinkenfleckerl werden in einem Lied aus dem Jahr 1936 von Fritz Spielmann besungen. Dort heißt es: „Warum spielt bei den Schinkenfleckerln ollaweil das Fleisch versteckerln!“  Eine der frühesten Aufnahmen wurde 1936 von Hermann Leopoldi auf Schellackplatte herausgebracht. Auf einem Best-of-Album von Peter Alexander wurde das Lied im Jahre 2006 veröffentlicht.